# Période Tudor
La période Tudor est la période historique située entre 1485 et 1603 en Angleterre et au pays de Galles et coïncide avec la dynastie de la Maison des Tudors commençant par l'intronisation du premier monarque Henri VII et se terminant par la fin du règne de la reine Élisabeth Ire. Le mariage d'Henri Tudor de la branche des Lancastre et d'Élisabeth d'York de la branche éponyme met fin à la guerre des Deux-Roses et marque le début de cette période. Sur la totalité de celle-ci, l'historien John Guy soutient en 1988 que « [L]'Angleterre était économiquement plus saine, plus expansive et plus optimiste sous les Tudors qu'à n'importe quel moment en mille ans ».

## Population et économie
Après des ravages de la peste noire, responsable de la dépression agricole de la fin du XVe siècle, la population augmente, passant de moins de deux millions d'habitants en 1450 à près de quatre millions en 1600. La croissance de la population stimule la croissance économique par le développement de la commercialisation de l'agriculture et l'augmentation de la production. Le développement des produits manufacturés fait naître de nouvelles industries comme celle de la laine et ses produits dérivés dont l'exportation encourage le commerce national, favorisant tant la croissance de Londres que l’émergence d'autres cités.
Les salaires élevés et l’abondance des terres arables disponibles à la fin du XVe siècle et au début du XVIe siècle laissent place à des bas salaires et à la pénurie des terres générée par les lois d'enclosure, qui voient les seigneurs accaparer les terres des villages auparavant ouvertes à tout le monde. Diverses pressions inflationnistes, dont l’afflux de l'or du Nouveau Monde associé à l’augmentation de la population, provoquent une période de bouleversements sociaux durant lesquels l’écart entre les riches et les pauvres s’agrandit. C’est une période de grands changements pour la majorité de la population rurale.

## La Réforme anglaise
La Réforme est le terme illustrant le changement de la religion anglaise, allant du catholicisme vers le protestantisme durant la période Tudor. Elle a pour origine les refus papaux de Clément VII concernant les demandes d'annulation du premier mariage d'Henri VIII avec Catherine d'Aragon, empêchant ainsi ce dernier d'épouser Anne Boleyn. Les quatre souverains, Henri VIII, Édouard VI, Marie et Élisabeth, auront tour à tour une approche particulière de la religion. Ainsi, Henri se proclame chef suprême de l’Église d’Angleterre aux dépens du pape de l'Église de Rome. À l'origine du schisme religieux entre les deux Églises, il met en place les canons de la religion protestante anglaise tout en maintenant la doctrine et des rites catholiques. Édouard impose un protestantisme beaucoup plus strict suscitant des conflits sociaux importants. Marie, fille de Catherine d'Aragon, « la Catholique », restaure l’Église catholique et le catholicisme comme religion d'État. Enfin, Élisabeth instaure un protestantisme de compromis incorporant, comme son père, des rites catholiques. Son Église sera définie comme « la pas-assez-Église protestante d'Angleterre ».
Les historiens s'accordent sur le fait que le grand thème de l'histoire des Tudor est la Réforme, à savoir la transformation de la société anglaise allant du catholicisme vers le  protestantisme. Les principaux événements, les changements constitutionnels et les acteurs nationaux sont depuis longtemps connus, et les grandes controverses d'historiens à leurs sujets en grande partie résolues. Jusqu'à la fin du XXe siècle, les historiens ont supposé qu'ils connaissaient l'origine des causes de la Reforme : d'une part, une insatisfaction générale voire un dégoût de la religion catholique. Sa corruption, ses échecs et ses contradictions ont fait naître, non pas un anticléricalisme mais la légitimité d'une Réforme religieuse. Et d'autre part, mais d'une portée moins puissante était l'impact intellectuel de certains réformateurs anglais comme celui de John Wycliffe (1328-1384) et de son mouvement Lollardy ajouté au courant de pensée répandu par les traités et les brochures de la Réforme de Martin Luther, Jean Calvin, et d'autres réformateurs continentaux. L'interprétation historique de Geoffrey Elton en 1960 est représentative  de l'interprétation orthodoxe. Il soutient que « La situation s'est révélée intenable parce que les laïcs craignaient, détestaient et méprisaient beaucoup  l'Église catholique, ses dirigeants, ses tribunaux et sa richesse […]. La pauvreté et l'ignorance d'un bas clergé soutenu par des abbés et de riches évêques, une grande ramification de juridictions ecclésiastiques, un mélange de réclamations élevées et de faibles actions ne permettent pas le respect ou l'amour des laïcs »
Après 1960, les historiens du social ont commencé une étude approfondie de la religion anglaise au niveau local, et ont découvert que l'interprétation orthodoxe était assez erronée. Le mouvement de rébellion Lollard était largement éteint, et les œuvres littéraires des réformateurs continentaux avaient à peine atteint le cercle de quelques chercheurs de l'université de Cambridge. Henri VIII avait vigoureusement et publiquement dénoncé les hérésies de Luther. Plus important, l'Église catholique était en bonne condition en 1500. L’Angleterre était très catholique et loyale envers le pape, les paroisses locales attiraient de forts soutiens financiers locaux, les services religieux étaient très populaires et très fréquentés tant pour la messe dominicale que pour les dévotions familiales. Les plaintes concernant les monastères et les évêques étaient rares. Les rois entretenaient de bons rapports avec les papes mais, avec le temps, Luther est apparu sur la scène européenne. L'Angleterre a été parmi les plus fervents défenseurs du catholicisme et de son orthodoxie, et semblait être l'endroit le plus improbable pour une révolution religieuse,.

## Le gouvernement des Tudors

### Henri VII: 1485-1509
Henri VII, fondateur de la Maison de Tudor, devint roi d'Angleterre en battant le roi Richard III à la Bataille de Bosworth Field. Son mariage avec Élisabeth York mit définitivement fin à la guerre des Roses. Henri engagea, alors, un certain nombre de reformes administratives, économiques et diplomatiques. Au lieu de dépenses somptuaires, il fit des dépenses mesurées faisant attention à leurs détails. Il se concentra sur la collecte de nouveaux revenus et créa de nouvelles taxes très impopulaires. Quand Henry VIII, son fils lui succéda, celui-ci fit exécuter deux des collecteurs d'impôts les plus détestés,.

### Henri VIII: 1509-1547
Henri VIII, flamboyant, énergique, militariste et entêté, reste l'un des plus charismatiques des rois d'Angleterre, principalement en raison de ses six mariages, tous conçus pour produire un héritier mâle, et pour son lourd châtiment faisant exécuter de nombreux hauts fonctionnaires et d'aristocrates. En politique étrangère, il a mis l'accent sur la lutte contre la France — avec un minimum de succès — et a dû faire face à des conflits militaires coûteux avec des mobilisations générales contre l’Écosse, l'Espagne et le Saint-Empire romain germanique, menant tous à l'augmentation des impôts. Le principal succès militaire est venu de l’Écosse. Le développement majeur de la politique d'Henri fut la prise de contrôle totale de l'Église d'Angleterre et l'introduction du protestantisme. Le schisme a été provoqué par le refus du Pape d'annuler son premier mariage avec Catherine d'Aragon. Henri ainsi introduit la Réforme protestante articulée par deux aspects principaux. Premièrement, Henri rejeta le Pape en tant que chef de l'Église en Angleterre, prétextant que la souveraineté nationale exigeait la suprématie absolue du roi. Henri travailla en étroite collaboration avec le Parlement pour faire adopter une série de lois matérialisant le schisme religieux. Ainsi, Les Anglais ne pouvaient plus faire appel à Rome pour le règlement de questions religieuses. Toutes les décisions visant à résoudre les conflits d'ordre religieux devaient être prises en Angleterre, normalement par le roi lui-même, et en pratique par les principaux collaborateurs comme le cardinal Wolsey et Thomas Cromwell. Le Parlement s’est montré très favorable, avec peu de dissidence. Les mesures décisives sont portées par l'Acte de suprématie de 1534 qui fait du roi le protecteur et le seul chef suprême de l’Église et du clergé d’Angleterre. Après qu’Henri eut imposé une lourde amende aux évêques, presque tous se conformèrent aux nouvelles lois. Parallèlement, les lois sur les actes de trahison ont été considérablement renforcées, incluant la seule dissidence verbale comme acte de trahison. Il y eut des rébellions populaires de courte durée, rapidement circonscrites, tandis que les ordres constituants de l'aristocratie et de l'Église y étaient favorables. Les principaux refus particulièrement retentissants furent ceux de l'évêque Fisher et du chancelier Thomas More qui furent tous deux exécutés. Parmi les hauts aristocrates, les problèmes vinrent de la famille Pole soutenant Reginald Pole, alors en exil en Europe. Henri détruisit le reste de la famille, fit exécuter ses dirigeants et saisir tous leurs biens. La deuxième étape a consisté en la saisie des monastères. Les monastères administrant des institutions religieuses et caritatives ont été fermés, les moines et les religieuses ont été mis à l’écart, et les terres arables ont été vendues à des amis du roi, produisant ainsi une grande classe riche et docile qui soutenait Henri. En matière de théologie et de rituel, il y a eu peu de changement. Henry voulait garder la plupart des éléments du catholicisme et détestait les « hérésies » de Martin Luther et des autres réformateurs.

#### Le Père de la Royal Navy
Le biographe J.J. Scarisbrick dit qu'Henri méritait son titre traditionnel de « Père de la Royal Navy ». Elle est devenue son arme personnelle, son jouet, sa passion. De son père, il hérita d'une flotte de sept petits navires et en ajouta deux douzaines en 1514. De plus, à ceux construits en Angleterre, il ajouta des navires italiens et hollandais. En mars 1513, il regardait fièrement sa flotte de navires descendant la Tamise à la voile sous le commandement de Sir Edmund Howard. C'était la force navale la plus puissante de toute l'histoire anglaise, composée de 24 navires emmenés par le Henry Imperial de 1 600 tonneaux. La flotte transportait 5 000 soldats de marine et 3 000 marins. Parmi ses victoires, elle contraint la flotte française à retourner dans ses ports et prit le contrôle de la Manche avec le blocage du port de Brest. Henri fut le premier des souverains européens à organiser la marine comme une force permanente composée d'une structure administrative et logistique subventionnée par le revenu des taxes. Il prêta une attention particulière à la surveillance de son territoire sur lequel il fonda les arsenaux royaux ainsi que des chantiers navals, fit planter des forêts pour la construction des bateaux, mit en vigueur des lois sur la navigation, fit bâtir des fortifications pour garder la côte, fonda une école pour l'apprentissage de la navigation et désigna les rôles respectifs des officiers et des marins. Il supervisa attentivement la construction de tous ses navires et de leurs canons, connaissant leurs architectures, leurs vitesses, leurs tonnages, leurs armements et les tactiques de combats navals. Il encouragea les architectes navals qui perfectionnèrent la technique italienne consistant à monter des canons à la taille du navire, ce qui abaissait le centre de gravité du navire tout en lui conférant une meilleure flottabilité. Il supervisa les plus petits détails et prenait un plaisir infini à présider au lancement de nouveaux navires. Il a puisé dans ses fonds propres pour la réalisation de projets militaires et navals en détournant l'argent des nouvelles taxes et des ventes des terres des monastères.
Elton note qu'Henri a réellement développé l'infrastructure et l'organisation de la Marine mais ce n'était pas une arme utile pour son style de guerre. La flotte manquait d'une utile stratégie. Elle servit, néanmoins, pour la défense du territoire contre les invasions et pour l'amélioration du prestige international de l'Angleterre.

#### Cardinal Wolsey
La professeure Sara Nair James a dit que « dans les années 1515–1529, le cardinal Thomas Wolsey, aurait été l'homme le plus puissant en Angleterre, mis à part le roi ». L'historien John Guy explique les méthodes de Wolsey : « Ce n’est qu’au sens le plus large que le roi a pris des décisions indépendantes […]. C'était Wolsey qui, presque invariablement, déterminait les options disponibles et les classait aux fins d’examen royal ; qui établissait les paramètres de chaque débat successif ; qui contrôlait la circulation de l’information officielle ; qui choisissait les secrétaires du roi, les fonctionnaires de rang intermédiaire et les juges de paix ; et qui promulguait lui-même les décisions qu'il avait largement façonnées sinon strictement prises. »
Administrant avec le ferme appui du roi et les pouvoirs spéciaux sur l'église octroyés par le pape, Wolsey dominait les affaires civiles, l'administration, le droit, l’Église et la politique étrangère. Il était étonnamment énergique et très ambitieux. En matière de réalisations et mis à part la constitution de sa fortune personnelle, il a été un grand mécène des arts, des lettres et de l'éducation. Malgré de nombreuses réformes, le gouvernement anglais n'avait finalement pas beaucoup changé à la fin de son mandat. De ses promesses initiales, il y eut très peu de réalisations. Du point de vue du roi, son plus grand échec a été son incapacité à obtenir du Pape le divorce dont il avait besoin pour concevoir un fils, l'héritier incontesté du trône. Les historiens conviennent que Wolsey a été une déception. En fin de compte, il a conspiré avec les ennemis d'Henri, et est décédé de causes naturelles avant qu'il puisse être décapité.

#### Thomas Cromwell
L'historien Geoffrey Elton a fait valoir que Thomas Cromwell, qui était le ministre en chef d'Henri VIII de 1532 à 1540, a non seulement supprimé définitivement le contrôle de l'Église d'Angleterre des mains du Pape, mais a profondément transformé l'Angleterre avec la mise en place d'un gouvernement moderne et bureaucratique sans précédent. Cromwell a remplacé un gouvernement médiéval administrant le territoire tel un ménage par une structure gouvernementale propre à gérer un État en séparant les besoins du roi de ceux de l’État. Cromwell a introduit des réformes dans l’administration permettant de matérialiser cette séparation. Il a injecté la puissance des Tudors dans tous les domaines du royaume et a modifié radicalement le rôle du Parlement d'Angleterre en lui octroyant de réels pouvoirs exécutifs. Cette transition radicale opérée dans les années 1530 doit être considérée comme faisant partie d'une révolution programmée. Selon Elton, avant Cromwell, le royaume pouvait être considéré comme la propriété privée du Roi dans laquelle la plupart de l'administration était assurée par des serviteurs de la maison du Roi plutôt que par des bureaux autonomes de l'état. Commanditaire de ces réformes, Cromwell a jeté avec succès les fondements de la stabilité de l’Angleterre. Cromwell a manqué, néanmoins, de chance quand il a sélectionné Anne de Clèves, la mauvaise épouse du Roi et fut décapité pour trahison. Plus récemment, des historiens ont souligné le fait que le roi et d'autres personnages avaient également joué de puissants rôles politiques,.

#### La dissolution des monastères: 1536-1540
Le roi avait un revenu annuel d'environ 100 000 livres mais il avait besoin de beaucoup plus pour réprimer les rébellions et financer ses expéditions à l'étranger. En 1533, par exemple, les dépenses militaires sur la frontière nord a coûté 25 000 livres tandis que la rébellion de 1534 en Irlande coûta 38 000 livres. La suppression du Pèlerinage de Grâce coûta 80 000 livres et les nouveaux palais du roi étaient chers. Pendant ce temps, les recettes douanières diminuaient. L'Église avait, quant à elle, un revenu annuel de près de 300 000 livres. Une nouvelle taxe de 10 % a été imposée, apportant une rentrée d'argent d'environ 30 000 livres. Pour obtenir des sommes encore plus considérables, il a été proposé de saisir les terres appartenant aux monastères, dont certaines étaient cultivées par les moines et dont la plupart étaient louées à la petite noblesse locale. La prise de possession signifiait que les loyers reviendraient au roi. La vente de la terre à la noblesse locale à un prix marchandé rapporta 1 000 000 livres de recette et démontra à la noblesse l'intérêt d'une administration. Les paiements du clergé à partir de Fruits et Dixièmes de degré, qui auparavant allaient au pape, alimentaient désormais les caisses du royaume. Au total, de 1536 à la mort de Henri en 1547, son gouvernement collecta 1 300 000 livres. Cet énorme afflux d'argent obligea Cromwell à changer le système financier de la couronne, par la création d'un nouveau département d’État des finances et de nouveaux postes de fonctionnaires pour percevoir le produit de la dissolution. La Cour de Renforcements et le nombre de ministères signifiaient un nombre croissant de fonctionnaires, ce qui fit de la gestion des revenus du royaume la principale activité du système administratif. 
Le nouveau système de Cromwell a été très efficace, générant très peu de corruption et bien moins de pots-de-vin que le système précédent. Son inconvénient était la multiplication des organes de perception d’impôts dont le seul agent unificateur était Cromwell. Sa solution a été, entre autres, de créer une plus grande confiance entre les institutions bureaucratiques et le nouveau Conseil privé.

#### Rôle de Winchester
À l'inverse de son père, Henri VIII dépensa beaucoup d'argent dans des opérations militaires en Angleterre et en France et dans la construction d'un grand réseau de palais dont le financement restait un sérieux problème. Le nombre grandissant de ministères signifiait le recrutement de beaucoup de fonctionnaires salariés. Les difficultés financières et administratives complémentaires entre 1540 et 1558, aggravées par la guerre, la dépréciation monétaire, la corruption latente et l'inefficacité politique étaient principalement dues à la politique de Somerset. Après la chute de Cromwell, William Paulet, 1er marquis de Winchester et Lord Trésorier mit en place d'autres réformes pour simplifier les relations entre les finances de la Couronne et le Parlement. Les tribunaux des Contrôleurs généraux et ceux des augmentations ont ainsi été fusionnés en une nouvelle Cour des Augmentations.

#### Impact de la guerre
Le revenu des taxes, à l'époque de paix à la fin du règne d’Henri VII, était d'environ 113 000 livres, dont des taxes douanières sur les importations à hauteur de 40 000 livres. Il a laissé à son fils un état aux caisses riches avec très peu de dettes. Henri VIII dépensait lourdement en produits de luxe comme des tapisseries et en luxueux palais mais son budget en temps de paix demeura globalement satisfaisant. En revanche, les financements des guerres incluant le renforcement des moyens de défense, la construction d'une marine et l'éradication des rébellions furent très coûteux. Les guerres continentales lui ont valu peu de gloire et une influence diplomatique relative avec le gain d'aucun nouveau territoire. Néanmoins, la guerre entre 1511 à 1514, dont trois grandes expéditions et deux plus petites, coûta de 912 000 livres. La campagne de Boulogne-sur-mer, en 1544 coûta 1 342 000 livres et les guerres contre l’Écosse 954 000 livres, les guerres navales coûtèrent 149 000 livres. De grosses sommes ont été dépensées pour construire les fortifications côtières et entretenir l'intérieur du pays. Le coût total de la guerre et de la défense entre 1539-1547 était bien supérieur à 2 000 000 livres bien que les procédures comptables soient trop approximatives pour donner un total exact. Le règlement de cette somme provenait pour environ 35 % des taxes, pour 32 % de la vente des terres et des exploitations agricoles des monastères et pour 30 % d'usure monétaire. Le coût de la guerre durant le court règne d’Édouard VI s'évalua aussi à hauteur de 1 387 000 livres.
Après 1540, les Coffres privés, organe responsable du règlement financier des « affaires secrètes » du roi et en particulier le financement des dépenses de guerre, furent sollicités. Les dépenses privées du roi, ne nécessitant donc pas l'aval du Parlement, vinrent compléter le coût total de ces dépenses. L'Hôtel royal de la monnaie a été utilisé pour générer des revenus par la dépréciation de la monnaie ; le profit du gouvernement entre 1547 et 1551 était de 1 200 000 livres. Toutefois, Édouard, sous la direction du régent de Northumberland, a mis fin à ses conflits. La monnaie n'a plus généré de recettes supplémentaires après l’arrêt de la pratique de dépréciation monétaire en 1551.

### Edouard VI: 1547-1553
Alors qu'Henri traversait sa cinquantaine d'années, sa santé se détériora rapidement en 1546. À sa mort, le parti conservateur dirigé par l'évêque Stephen Gardiner et Thomas Howard, 3e duc de Norfolk, opposants de la réforme religieuse, semblait être en mesure de prendre le contrôle de la régence du garçon de neuf ans, héritier du trône. Cependant, le parti pro-réformiste prit soudainement le pouvoir du Conseil de Régence, présidé alors par Édouard Seymour. L'évêque Gardiner fut discrédité et le duc de Norfolk fut emprisonné durant tout le règne du nouveau roi.
Le court règne d’Édouard VI marqua le triomphe du protestantisme en Angleterre. Somerset, oncle du roi Édouard et frère aîné de la défunte reine Jane Seymour — 4e épouse d'Henri VIII et mère d’Édouard — eut une brillante carrière militaire. Lorsque le roi, alors enfant, fut couronné, Somerset fut nommé lord-protecteur du royaume, qu'il gouverna entre 1547 et 1549. Seymour mena de coûteuses et peu concluantes guerres contre l’Écosse. Ses reformes religieuses revoltèrent les catholiques. Il fit, en effet, supprimer le concept théologique du purgatoire, rendant ipso facto inutiles les rituels et services religieux comme la messe pour les morts, les prières des saints, les reliques et les statues ainsi que les autels érigés dans les chapelles à l'intérieur des églises. Ainsi, 2 374 dotations permanentes appelées chantries — faites pour permettre aux âmes des donateurs catholiques d’éviter le purgatoire — alimentaient les caisses des monastères et des églises et soutenaient financièrement les milliers de prêtres célébrant les messes pour les morts et administrant des écoles et des hôpitaux. Ces dotations, saisies par Cromwell en 1547, n'alimentèrent plus les caisses de l’État,. La plupart de ces donations semblent avoir été distribuées à des amis de la Cour. L'historien A. G. Dickens a conclu :
« Pour l'opinion catholique, le problème posé par ces confiscations légales [était] la disparition importante de la société cléricale de son milieu, le silence des masses, la rupture — à la fois visible et spirituelle — des liens, qui depuis tant de siècles unissaient l'homme provincial à l'univers de la Foi […].La dissolution sous Édouard VI exerçait ses effets profonds dans le domaine de la religion. En grande partie, elle s'est avérée destructrice, alors qu'elle aidait à interdire un renouveau de la dévotion catholique, acte de foi par excellence, elle contenait intrinsèquement les éléments qui portaient préjudice à la réputation du protestantisme. »
Les historiens ont comparé l'efficacité de la prise de pouvoir de Somerset en 1547 avec l'ineptie de ses lois prises durant sa présidence. En automne 1549, alors que les coûteuses guerres perdaient de leur légitimité, la couronne, au bord de la ruine financière, affronta émeutes et révoltes dans tout le pays. Il fut alors renversé par son ancien allié John Dudley, 1er  duc de Northumberland.
Jusqu'à ces dernières décennies, la réputation de Somerset auprès des historiens a été valorisée au regard de ses nombreuses proclamations en faveur des gens du peuple et contre les nantis — la classe de propriétaires terriens. Au début du XXe siècle, cette ligne a été reprise par l'influent A.F. Pollard et par le biographe expert de la période d'Édouard VI : W.K. Jordanie. Une approche plus critique a été initiée par M.L. Bush et Dale Hoak dans le milieu des années 1970. Depuis, Somerset a souvent été dépeint comme un dirigeant arrogant, dépourvu de compétences tant dans le domaine politique que dans celui de l'administration, qualités pourtant nécessaires pour gouverner les états des Tudors,.
Contrastant avec son prédécesseur, Dudley en revanche transforma rapidement l'administration en quasi-faillite, en 1549. Travaillant avec son prestigieux collaborateur, William Cecil, Dudley se débarrassa des guerres coûteuses contre la France et l'Écosse et réforma la finance de façon qu'elle entraîne, par des investissements, une reprise économique. Afin de prévenir d'autres soulèvements populaires, il introduisit dans tout le pays des services de police, nommés lords-lieutenants, en contact étroit avec Londres, et mit en place ce qui s'apparente à une armée nationale permanente. Travaillant en étroite collaboration avec Thomas Cranmer, l'archevêque de Canterbury, Dudley a poursuivi de manière agressive une politique religieuse protestante par l'éviction des évêques catholiques et la promotion de réformateurs radicaux à des postes clés de l' Église devenue anglicane. L'utilisation du Livre de la prière commune devint une loi à part entière en 1549, instaurant l'usage de l'anglais aux dépens du latin dans les prières. La messe ne devait plus être célébrée et la pratique de la prédication devenait la pièce maîtresse des services de l'église.
La nouvelle orthodoxie protestante de l'Église d'Angleterre a été exprimée dans les Quarante-Deux Articles de la Foi en 1553. Mais lorsque le roi Édouard VI meurt subitement, les efforts de dernière minute de Dudley à faire de sa belle-fille Lady Jane Grey le nouveau souverain échouent. Marie, première fille d'Henri VIII et successeur légitime du trône d'Angleterre, revendique alors la couronne. Une fois intronisée, elle fait décapiter la « reine de neuf jours »,.

### MarieIre: 1553-1558
Marie, la fille d'Henri VIII et de Catherine d'Aragon, est étroitement associée à son héritage catholique et espagnol. Elle est le prochain membre légitime dans la ligne d'accession au trône d'Angleterre. Toutefois, en 1553, Édouard VI mourant et le duc de Northumberland tentent de faire de sa nièce Lady Jane Grey la nouvelle reine d'Angleterre. Le duc de Northumberland voulait à la fois garder le contrôle du gouvernement et faire perdurer le protestantisme comme religion d’État. Édouard signe alors des lettres patentes pour modifier la ligne de succession, acte considéré comme illégal parce que seul le Parlement peut modifier l'acte de succession au trône, mais surtout considéré par la loi comme de haute trahison. Le Conseil privé d’Édouard, presque exclusivement constitué de protestants, garde la mort du roi secrète pendant trois jours afin d'organiser au mieux l'intronisation de Lady Jane. Mais Northumberland néglige de prendre le contrôle de la princesse Marie. À l'annonce de la mort du roi, Marie fuit son lieu de résidence et organise une armée de 2 000 soldats ainsi qu'un groupe politique de partisans qui la proclame reine d'Angleterre à travers le pays. Le Conseil privé abandonne alors le duc de Northumberland et finit par proclamer Marie reine d'Angleterre alors qu'elle entre triomphante dans Londres à cheval au côté de son armée et d’Élisabeth. Après neuf jours, la prétendue reine Jane Grey est emprisonnée, le duc de Northumberland exécuté,.
Les historiens spécialistes de Marie se souviennent de ses efforts pour restaurer le catholicisme en Angleterre, après que le court règne d’Édouard a tenté de le réduire à sa plus simple expression. En revanche, les historiens d'obédience protestante ont longtemps dénigré son règne, en soulignant qu'en seulement cinq ans, elle a fait brûler plusieurs centaines de protestants lors des Marian persécutions. Cependant, depuis les années 1980, un révisionnisme historiographique a tendance à redorer sa réputation parmi les spécialistes universitaires,. La réévaluation audacieuse par Christopher Haigh de l’histoire religieuse du règne de Marie a associé la renaissance des festivités religieuses à une satisfaction générale sinon à un enthousiasme populaire au retour des anciennes pratiques catholiques. Le rétablissement du catholicisme sera compromis par sa jeune demi-sœur et successeur Élisabeth qui rétablira un protestantisme modéré, teinté de rituels catholiques.
Les écrivains contemporains d’obédience protestante ont donné une opinion très négative du règne de Marie, affublant celle-ci du surnom de « Bloody Mary ». John Knox, dès 1558, l'attaque dans son Premier Souffle de la Trompette contre le Monstrueux Régiment de Femmes.  Elle est, à l'évidence, diffamée par John Foxe en 1853 dans les Actes et les Monuments, qui depuis des siècles enseigne aux protestants que Marie a été un tyran sanguinaire. Au milieu du XXe siècle, H.F.M. Prescott a tenté de contrer la pensée selon laquelle Marie était intolérante et autoritaire en écrivant plus objectivement. Les historiens actuels  ont tendance à voir les anciennes évaluations de Marie avec plus de scepticisme.
Haigh a conclu que « Les dernières années du règne de  Marie n'ont pas été une horrible préparation pour la victoire des protestants mais le renforcement soutenu de la force catholique ». Les historiens d'obédience catholique tels que John Lingard ont fait valoir que les politiques de Marie ont échoué non pas parce qu'elles étaient mauvaises, mais parce que le règne de Marie a été trop court pour les mettre en place. Dans d'autres pays, la Contre-Réforme catholique a été menée par les missionnaires jésuites. Le conseiller religieux en chef de Marie, le cardinal Pole, a, de ce fait refusé d'autoriser les Jésuites en Angleterre. L’Espagne a été largement considérée comme l'ennemi, et son mariage avec le Roi Philippe II d'Espagne a été profondément impopulaire, même s'il n'avait pratiquement aucun rôle dans le gouvernement anglais et même s'ils n'avaient pas d'enfants. La perte militaire de Calais en France a érodé la fierté anglaise, laissant  le goût amer de l'humiliation. Les mauvaises récoltes ont augmenté le mécontentement public. Bien que, de manière générale, la politique de Marie ait été en fin de compte inefficace et impopulaire parce qu'inaboutie, ses innovations concernant la réforme fiscale, l'expansion de la marine et l'exploration coloniale ont ensuite été saluées comme des réalisations positives du règne d'Élisabeth, sans profiter à Marie qui les avait commencées.

### ÉlisabethIre: 1558-1603
Les historiens ont souvent dépeint le règne d’Élisabeth comme l'Âge d'or de toute l'histoire anglaise, en matière de développement social, économique, politique et culturel, à l'image des évolutions connues dans toute l’Europe continentale,. Surnommée « Gloriana » et affublée dès 1572 du symbole de Britannia, l'ère d'Élisabeth est une ère de renaissance qui a redonné la fierté nationale au travers des idéaux classiques comme l'expansion internationale et les triomphes navals sur l’Espagne. Le règne d’Élisabeth marque le tournant décisif dans l'histoire religieuse anglaise, à prédominance catholique à son début devenant majoritairement protestante à la fin. Bien qu'Élisabeth ait fait exécuter 250 prêtres catholiques, elle a aussi fait exécuter certains protestants extrémistes. Somme toute, elle recherchait une position modérément conservatrice qui permettait le mélange d'un contrôle royal de l’Église avec la théologie du calvinisme entaché de rituels catholiques.

#### L'Écosse et la reine des Écossais
Marie Stuart, reine des Écossais (1542-1587) était une fervente catholique et la prochaine dans la ligne de succession au trône d'Angleterre après Élisabeth. Cette position fut pour l'Angleterre l'un des principaux problèmes domestiques et internationaux.
La mort du roi Jacques IV à la bataille de Flodden en 1513, plonge le pays dans des années de lutte pour le contrôle du trône, détenu alors par l'enfant roi Jacques V âgé d’un an. Le pays fut alors dirigé par un Conseil de régence jusqu'en 1528 puis par le roi jusqu'à sa mort en 1542.
Marie de Guise (1515-1560), Française descendante des Bourbons, épouse Jacques V en 1538 et devient, à la mort de ce dernier, régente d’Écosse durant la minorité de sa fille Marie Stuart, née six jours avant la mort de son père et couronnée reine d’Écosse en 1543. Majeure à l'anniversaire de ses onze ans, le 8 décembre 1553, Marie Stuart vit en France depuis ses six ans et est promise au dauphin de France, le futur François II. Marie de Guise est reconduite dans ses fonctions de régente de 1554 à sa mort en 1560. La régente et sa fille étaient toutes deux de ferventes catholiques et de solides adversaires à la croissance du protestantisme en Écosse. Elle a donc travaillé à maintenir une alliance politique et économique étroite entre l’Écosse et la France, par la reconduction du traité d'entraide, appelé l'Auld Alliance. En 1559, la Régence, inquiète de l'hostilité grandissante des Écossais à l'égard de la domination française, renforce les sanctions contre le protestantisme jusqu'à l'interdiction sur le sol écossais des prêches non autorisés. Mais le fougueux prédicateur anglais John Knox, envoyé en Écosse et leader de la coalition de puissants nobles écossais, s'appelant eux-mêmes les Lords de la Congrégation, soulève la rébellion pour renverser l'Église catholique et s'emparer de ses terres. Les seigneurs demandent alors un soutien armé à la reine Élisabeth Ire, qui n’envoie dans un premier temps que de l'argent car envoyer une armée correspondrait à la violation d'un traité de paix récemment signé avec la France. Mais une victoire française en Écosse pourrait renforcer un État catholique sur la frontière nord soutenue par un puissant ennemi français. Élisabeth décide ensuite d'envoyer l'artillerie, puis une flotte avec 8 000 hommes pour détruire la flotte française en Écosse. La mort de Marie de Guise en 1560 permet à l'Angleterre, la France et l’Écosse de parvenir, la même année, à la signature des termes du traité d'Édimbourg qui eut un impact retentissant. Il assure le retrait complet des forces françaises en Écosse, le succès de la Réforme protestante en Écosse et inauguré un siècle de paix entre l'Angleterre et la France. Il met fin à toute tentative d'invasion de l’Écosse en Angleterre, ouvre la voie à une union entre les deux royaumes en 1603, lorsque Jacques VI (fils de Marie Stuart) roi d’Écosse hérite du trône anglais sous le nom de Jacques Ier d’Angleterre,initiant ainsi la dynastie des Stuart.
À la signature du traité d’Édimbourg, Marie, reine d’Écosse et reine de France, était à Paris avec le roi de France François II. Quand il meurt brusquement en 1561, elle retourne en Écosse où le parlement est devenu majoritairement protestant. Cependant, quand Élisabeth Ire refuse de la reconnaître comme l’héritière légitime du trône d’Angleterre après sa mort, Marie rejette le traité d'Édimbourg. Elle fait, ensuite, un mariage malheureux avec Henry Stuart, Lord Darnley, qui la maltraite et fait assassiner son Italien préféré David Rizzio. Darnley est assassiné à son tour par le comte de Bothwell, qui, acquitté du meurtre, épouse la reine. La plupart des gens, alors, pensaient qu'elle était profondément impliquée dans l'adultère et le meurtre mais les historiens sont aujourd'hui indécis. Cependant, la rébellion éclate et les nobles protestants sont vaincus par l'armée écossaise en 1567. Elle est néanmoins forcée d'abdiquer en faveur de son fils Jacques Stuart — le futur Jacques VI — puis s'enfuit en Angleterre où Élisabeth la maintiendra sous surveillance durant 19 ans. Marie Stuart s'engage alors dans de nombreux complots d'assassinat envers la reine d’Élisabeth pour devenir reine à sa place. Enfin Élisabeth a la preuve de sa participation dans le complot de Babington et la fait décapiter, à contrecœur semble-t-il, en 1587,.

#### Les dernières années tumultueuses: 1585–1603
Les deux dernières décennies d’Élisabeth ont vu surgir des problèmes dont la résolution a été laissée à Jacques Stuart (Jacques VI) après 1603. Jean Cramsie, en examinant les études universitaires récentes en 2003, fait valoir que :
« La période 1585-1603 est maintenant reconnue par les spécialistes comme nettement plus difficile que la première moitié du long règne d'Élisabeth. Les coûteuses guerres contre l'Espagne et l'Irlande, l'implication de la participation des Pays-Bas, la situation socio-économique misérable et les reformes autoritaires du régime, toutes ont assombri les dernières années de « Gloriana » plombées par une certaine usure du pouvoir, l'émergence de la critique ouverte de son gouvernement et ses échecs. »
Élisabeth resta un leader fort bien que la quasi-totalité de ses conseillers des premiers jours soient morts ou à la retraite. À la fin de son règne, Robert Cecil (1563-1612) prit le rôle de conseiller en chef longtemps tenu par son père Lord Burghley. Son général le plus éminent fut Robert Devereux, 2e comte d'Essex (1567-1601), rôle précédemment tenu par son beau-père, Robert Dudley, le grand amour d’Élisabeth. L'aventurier et historien Sir Walter Raleigh (1552-1618), fondateur de l’État de Virginie, était un nouveau visage à la cour d’Élisabeth et n’avait par conséquent aucun prédécesseur. Ces trois hommes ont formé un véritable triangle verrouillant les forces d'opposition. La première vacance est venue en 1601, quand Devereux a été exécuté pour avoir tenté d'emprisonner la reine et de s'emparer du pouvoir. Après la mort d’Élisabeth, le nouveau roi Jacques Ier d'Angleterre reconduit Robert Cecil en qualité de conseiller en chef, et fait décapiter Raleigh en 1615.

## Soulèvements populaires
De nombreux soulèvements populaires surviennent durant la période Tudor, tous supprimés par la force et le pouvoir royal.
- Le plus grand et le plus grave a été le Pèlerinage de Grâce. Il a perturbé le Nord de l'Angleterre en 1536 s’élevant contre les réformes religieuses d'Henri VIII, comme les deux lois de dissolution des monastères, la politique du premier ministre, Thomas Cromwell, ainsi que d'autres revendications politiques, sociales et économiques[51].
- La Révolte du livre de la prière, ou le « Soulèvement de l'Ouest », a été une révolte populaire dans le Devon et en Cornouailles, en 1549. La Cour royale a présenté le Livre de la prière commune, qui était fondé sur la théologie protestante et l'usage exclusif de l'anglais aux dépens du latin dans les prières à l’Église. Le changement a été très impopulaire – en particulier dans les cercles fermement loyaux et fidèles à la religion catholique en Cornouailles où la langue anglaise n'était pas populaire[52].
- La rébellion de Kett a commencé en 1549, dans le Norfolk, comme une manifestation de protestation contre la loi de l'enclosure des terres communales. L'un de ses instigateurs, Robert Kett, a été exécuté pour trahison[53].
- La rébellion de Wyatt en 1554, contre la détermination de la reine Marie 1re à épouser Philippe II d'Espagne. Elle doit son nom à l'un de ses dirigeants : Thomas Wyatt le Jeune, qui sera exécuté en 1554[54].
- Le Soulèvement du Nord ou la « Rébellion du Nord » de 1569-1570 a été l'échec d'une tentative par des catholiques nobles du Nord de l'Angleterre pour détrôner la reine Élisabeth Ire d'Angleterre au profit de Marie, reine douairière de l'Écosse et mère de Jacques VI, roi d’Écosse. Ce mouvement trouve son origine dans les politiques amères menées contre les catholiques et les querelles intestines au sein du Conseil privé. L'extension de l'autorité des Tudor dans le Nord de l'Angleterre suscite le mécontentement parmi l'aristocratie et la noblesse, alors que le nouvel évêque protestant essaye de récupérer les anciennes terres de l’Église pour les aliéner à leurs nouveaux propriétaires. La grande majorité de la population était catholique et a ressenti de la rancœur face à la destruction des rituels et de la pratique du catholicisme. Lorsque l'armée royale s'approcha, les leaders annulèrent leur mouvement et fuirent en Écosse. Peu de dirigeants furent exécutés, mais beaucoup de la gentry locale sauvèrent leurs vies en remettant leurs terres ainsi acquises à la reine Élisabeth[55],[56].

## Le gouvernement local
Les principaux fonctionnaires du gouvernement local administrant le royaume au niveau du Comté  appelé shire étaient le shérif et le lord-lieutenant. Le pouvoir du shérif avait diminué depuis les jours médiévaux mais il était encore très prestigieux. Il était nommé pour un mandat d'un an, sans renouvellement, par le Conseil privé du roi. Il était payé par le revenu de petites taxes qui n'assuraient pas ses dépenses d'hospitalité ni celles pour le recrutement des sous-shérifs et des huissiers de justice. Le shérif tenait sa cour tous les mois pour traiter les affaires civiles et pénales. Il supervisait les élections, dirigeait la prison et infligeait les sanctions. Ses subordonnés fournissaient le personnel pour les cours de justice du comté.
Le lord-lieutenant était un nouveau poste créé par Henri VIII pour représenter le pouvoir royal dans chaque comté. C'est, en général, une personne avec des relations suffisamment bonnes à la cour pour être sélectionnée par le roi et servir son bon plaisir, souvent pendant des décennies. Il avait des pouvoirs limités de contrôle direct. Les seigneurs lieutenants travaillaient avec des sous-lieutenants et traitaient avec les propriétaires à coups de compromis et de consensus. Il était chargé de la mobilisation de la milice, si nécessaire, pour la défense, ou pour aider le roi dans les opérations militaires. Dans le Yorkshire, en 1588, le seigneur lieutenant, le comte de Huntington, mit en place de toute urgence les moyens nécessaires  pour préparer la défense contre la menace d'invasion de l'Armada espagnole. Le Conseil privé de la reine appela de toute urgence à la mobilisation de la milice et chargea le lord-lieutenant à faire un rapport sur la disponibilité des hommes et des chevaux. Le principal défi de Huntington était de vaincre la réticence de beaucoup d'hommes de la milice face à son manque de bras, de formation et à son manque d'expérience dans les guerres de jalousie de la gentry?qui se disputait le commandement de ses unités. En dépit des efforts de dernière minute de Huntingdon, cet épisode historique de 1588 a révélé une réticence de la société à se mobiliser et à répondre à un appel aux armes. L'Armada n'a jamais débarqué et les milices ne seront jamais utilisées.
Durant les guerres civiles au milieu du XVIIe siècle, le seigneur lieutenant joua un rôle plus important encore dans la mobilisation de la population du comté dont il avait la charge, soit à la demande du roi, soit à la demande du Parlement.
Les affaires quotidiennes du gouvernement étaient entre les mains de plusieurs dizaines de juges de paix (JP). Ils traitent l'ensemble des fonctions administratives de police et sont rémunérés par le revenu issu de modestes taxes. D'autres responsables officiels locaux incluaient les directeurs d'église, les maires et les échevins de la ville. Les tâches à remplir par les juges de paix comprenaient beaucoup de paperasse écrite principalement en latin, attirant un nombre étonnamment élevé de candidats. Par exemple, les cinquante-cinq juges de paix dans le Devonshire en 1592 incluaient Sir Francis Drake, Monsieur Ferdinando Gorges, Gilberts, Carews, Seymours, Courtenays, et d'autres noms parmi les hommes qui ont posé les fondements de la grandeur maritime de l'Angleterre. Des cinquante-cinq membres, vingt-huit ont été à un moment ou à un autre hauts-shérifs du comté, plus d'une vingtaine étaient ou sont devenus par la suite des chevaliers, pour six d'entre eux des membres de la Chambre des Communes, et trois dans la Chambre des Lords.

## L'histoire sociale et vie quotidienne
Les réalisations culturelles de l'ère élisabéthaine ont longtemps attiré les chercheurs qui, depuis les années 1960, ont effectué des recherches intensives sur l'histoire sociale de l'Angleterre.

## Mythe Tudor
Voir aussi: mythe Tudor
Le mythe Tudor est une tradition particulière de l'histoire , de l’historiographie et de la littérature anglaise qui présente la période du XVe siècle, y compris les guerres des Deux-Roses, comme un âge sombre d'anarchie et d'effusion de sang, et considère la période Tudor du XVIe siècle comme un âge d'or de paix, de loi, d'ordre et de prospérité.[réf. souhaitée]

## Monarques de la dynastie Tudor
La maison des Tudors a produit trois rois et deux reines dirigeant successivement durant cette période.

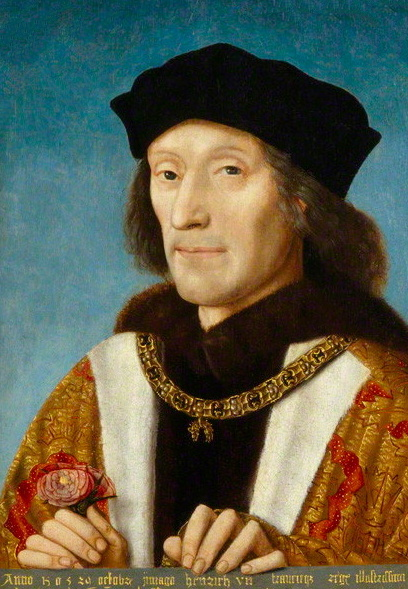
Henry VII(1485-1509)
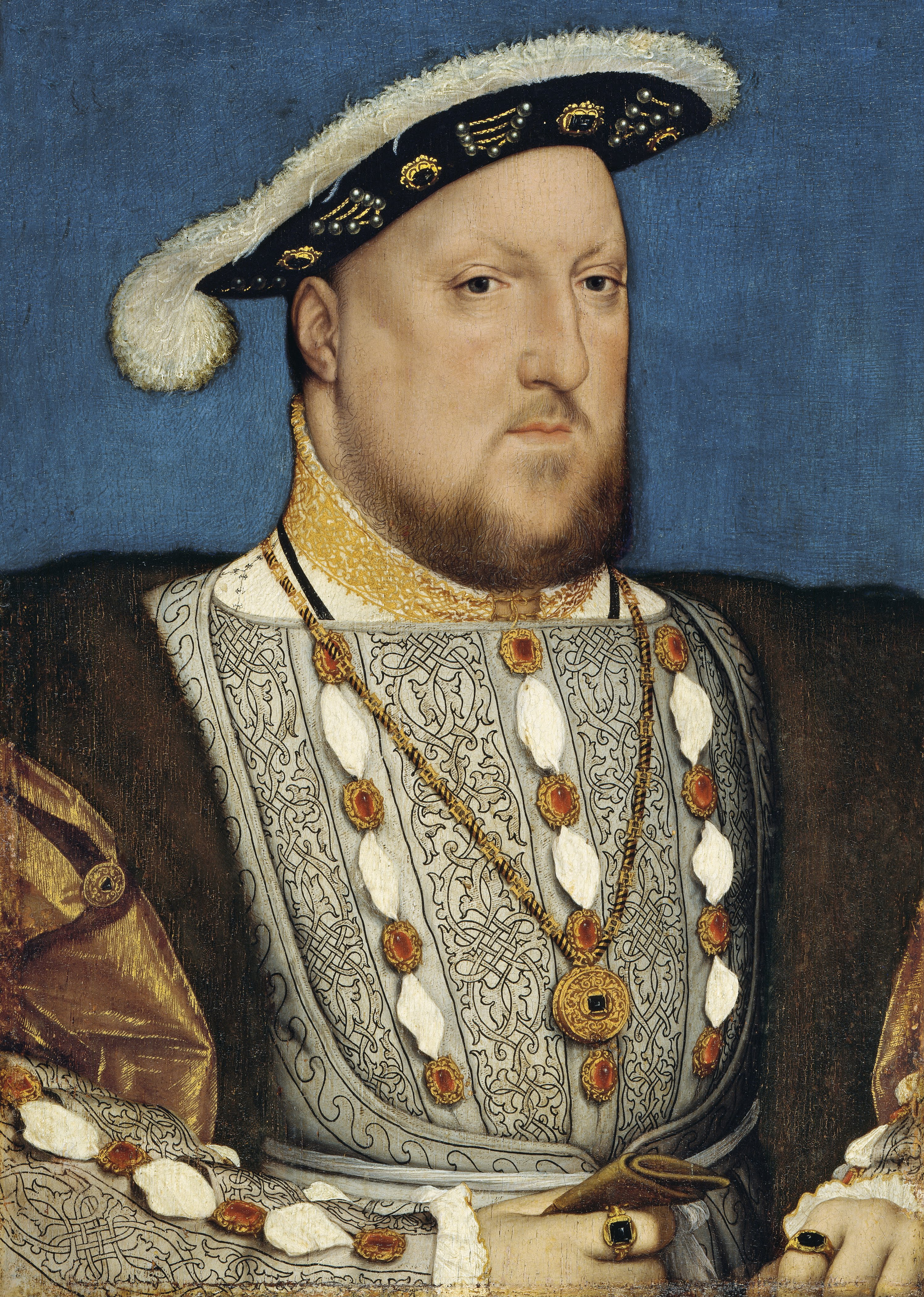
Henry VIII(1509-1547)
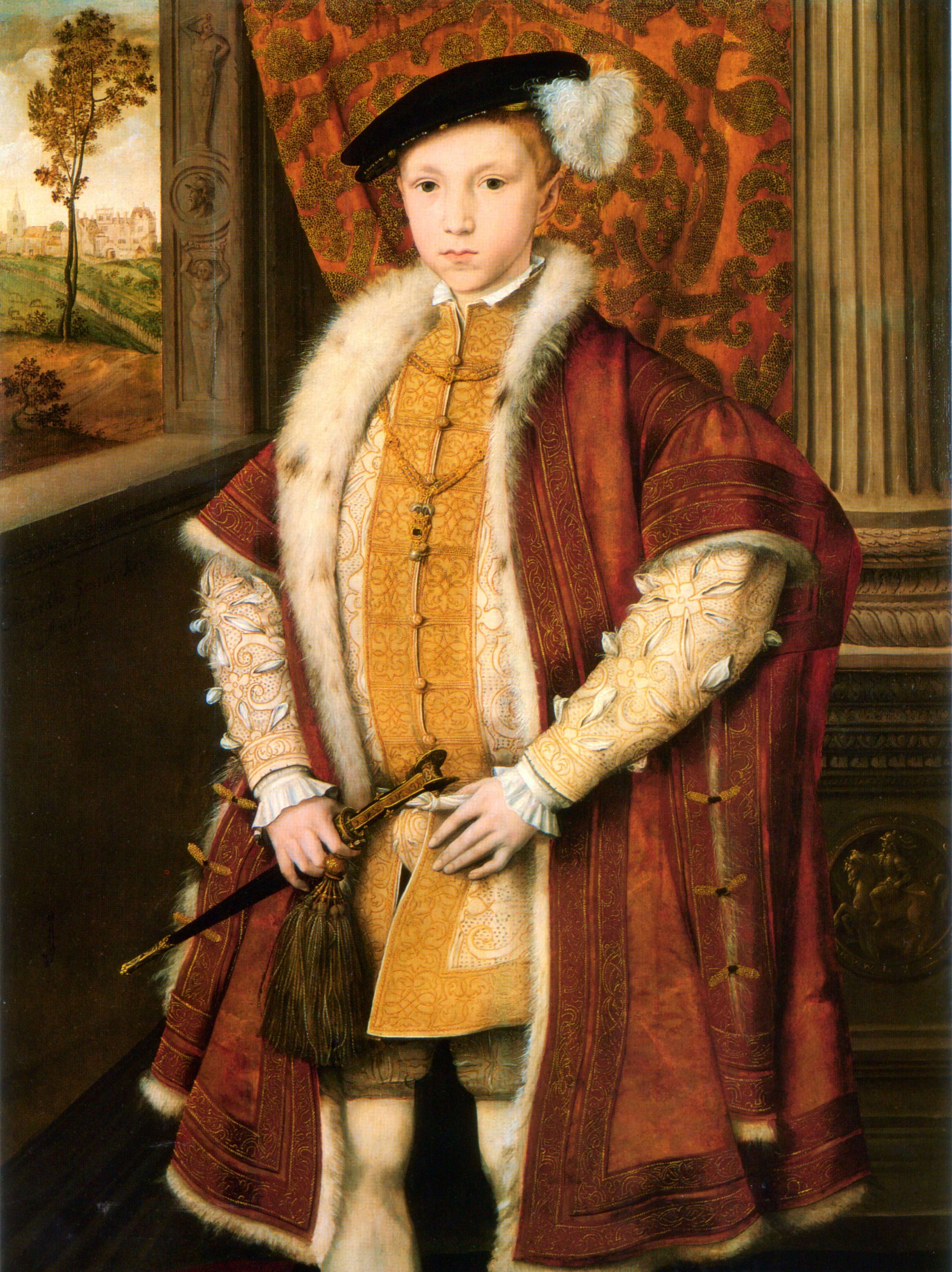
Edouard VI(1547-1553)
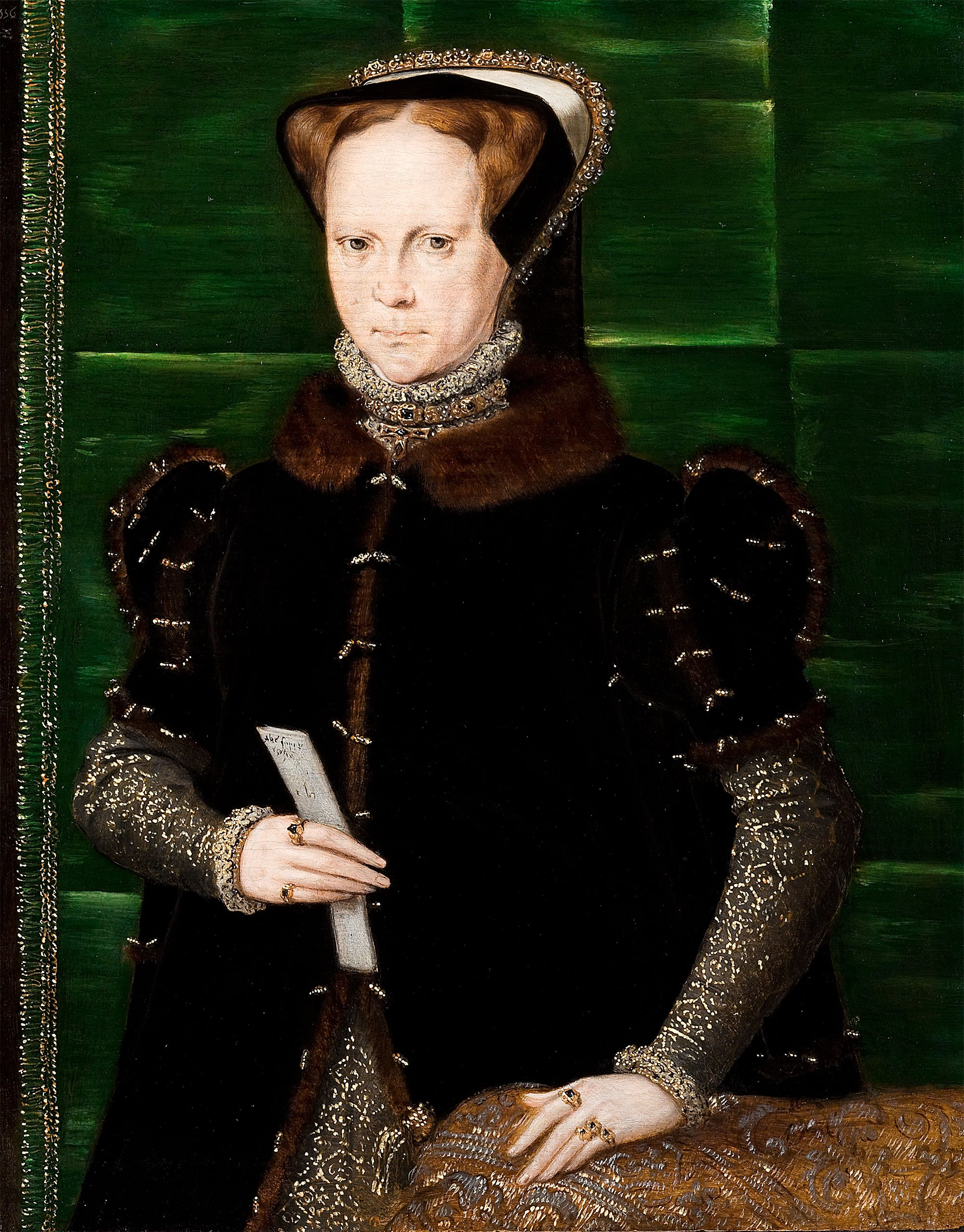
Marie Ire 1553-1558)
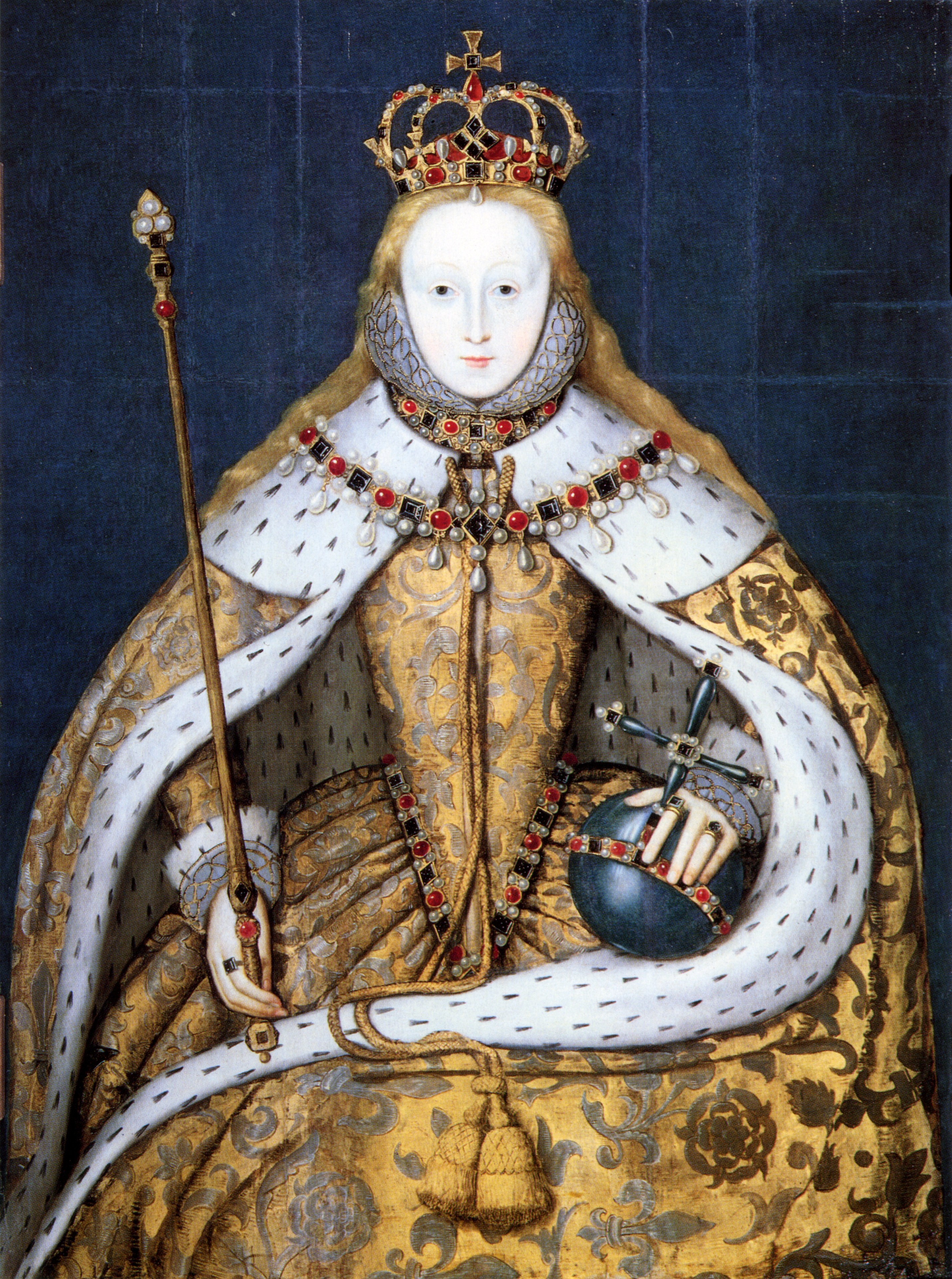
Elizabeth Ire (1558-1603)

## Lectures complémentaires

### Des livres de référence
- Oxford Dictionary of National Biography (2008)
- Bindoff, S. T. l'Angleterre des Tudor (1950), les savants de l'enquête. en ligne
- Bucholz, Robert, et Newton Clé. Early modern England 1485-1714: Un récit de l'histoire (2009); Université de manuels
- Collinson, Patrick, ed. Le Xvie Siècle : 1485-1603 (Court Oxford History of the British Isles) (2002)
- Elton, G. R. de l'Angleterre Sous les Tudors (1974) en ligne copie complète
- Fritze, Ronald H. ed. Dictionnaire historique de l'Angleterre des Tudor, 1485-1603 (1991), 818pp; 300 courts essais par des experts accent sur la politique, la religion, et de l'historiographie. extrait
- Gunn, Steven. Henri VII de Nouveaux Hommes et les Décisions de l'Angleterre des Tudor (2016)/
- Guy, J. A. Les Tudors : Une Très Courte Introduction (2010) d'extrait et de la recherche de texte
- Guy, J. A. l'Angleterre des Tudor (1990) l'un des principaux enquête exhaustive d'extrait et de la recherche de texte
- Kinney, Arthur F. et al. La Routledge Encyclopedia de l'Angleterre des Tudor (2000) 837pp; publiée sous le titre de l'Angleterre des Tudor : Une Encyclopédie
- Lockyer, Roger. Tudor et Stuart-Bretagne : 1485-1714 (3e ed. 2004), 576 pp extrait
- Mackie, J. D. Le plus Tôt Tudors, 1485-1558 (1952), complète l'érudition de l'enquête en ligne
- Morrill, Jean, ed. L'Oxford histoire illustrée de Tudor Et Stuart-Bretagne (1996) en ligne; enquête textes rédigés par d'éminents érudits; nombreuses illustrations
- O'Day, Le Romarin. Le Routledge Companion to the Tudor Âge (2010), également publié en tant que Longman Compagnon de la Tudor Âge (1995) en ligne
- Rogers, Caroline et Roger Turvey. Henry VII (l'Accès à l'Histoire, 3e. ed. 2005), manuel, 176pp.
- Tittler, Robert et Norman Jones. Un Compagnon de Tudor-Bretagne. Blackwell Publishing, 2004.  (ISBN 0-631-23618-X).
- Wagner, John A., Dictionnaire Historique de l'époque Élisabéthaine Monde : la Grande-Bretagne, en Irlande, en Europe et en Amérique (1999) édition en ligne
- Wagner, John A. et Susan Walters Schmid, eds. Encyclopédie de l'Angleterre des Tudor (3 vol. 2011).
- Williams, Penry. Le plus Tard Tudors : Angleterre, 1547-1603 (1995) en ligne

### L'histoire de la politique
- Noir, J. B. Le Règne d'Elizabeth : 1558-1603 (2e ed. 1958) enquête d'érudit Questia édition; en ligne
- Susan Bridgen, New Worlds, Lost Worlds: The Rule of the Tudors, 1485–1603, New York, NY, Viking Penguin, 2001  (ISBN 978-0-670-89985-2)
- MacCulloch, Diarmaid. Thomas Cranmer : Une Vie (1996).
- Edwards, Philip. La réalisation de l'anglais moderne de l'État : 1460-1660 (2004)
- Elton, G. R. ed. Des études dans des Tudor et des Stuart politique et gouvernement : les articles et les critiques 1946-1972 (1974) en ligne
- Elton, G. R. Le Parlement d'Angleterre, 1559-1581 (1986) en ligne
- Levine, Mortimer. L'Angleterre des Tudors 1485-1603 (Cambridge University Press : 1968)
- Levine, Mortimer. Tudor Dynastique Problèmes 1460-1571 (Allen & Unwin : 1973)
- MacCaffrey Wallace T. Elizabeth I (1993), savante biographie
- McLaren, Anne N. Culture politique sous le règne d'Elizabeth I : la reine et le commonwealth 1558-1585 (Cambridge, 1999).
- Neale, J. E. De la reine Elizabeth I : Une biographie (1934), savante biographie en ligne
- Scarisbrick, J. J. Henry VIII (1968), savante biographie; en ligne
- Starkey, David et Susan Doran. Henry VIII : l'Homme et le Monarque (2009)
- Starkey, David. Le Règne de Henry VIII : des Personnalités et de la Politique (2002); 176pp
- Turvey, Roger, et Keith Randell. L'accès à l'Histoire: Henry VIII à Marie I: le Gouvernement et la Religion, 1509-1558 (Hodder, 2008), 240pp; manuel
- Williams, Penry. Le plus Tard Tudors : Angleterre, 1547-1603 (Le New Oxford Histoire de l'Angleterre) (1998) extrait de texte et de recherche.
- Wernham, Richard Bruce. Avant de l'Armada : la croissance de l'anglais de la politique étrangère, 1485-1588 (1966), un standard de l'histoire de la politique étrangère
  - Wernham, Richard Bruce. Après l'Armada : l'Angleterre Élisabéthaine et la lutte pour l'Europe de l'Ouest, 1588-1595 (1985)
- Williams, Penry. Le Régime Tudor (1981)

### Religieuse, sociale, économique et culturelle de l'histoire
- Butler, Katherine.La musique Élisabéthaine Cour de la Politique (2015)
- Campbell, Mildred. Anglais yeoman en vertu de Elizabeth et le début des Stuarts (1942).
- Clapham, John. Un concis de l'histoire économique de la Grande-Bretagne : Depuis les premiers temps à 1750 (1916), p. 185-305 couvre 1500 à 1750. en ligne
- Dickens, A. D. La Réforme anglaise (1965) en ligne
- Doran, Susan, et Norman Jones, eds. L'Élisabéthaine Monde (2010) essais par des universitaires
- Duffy, Eamon. La Réforme divisée : les Catholiques, les Protestants et la Conversion de l'Angleterre (2017) extrait
- Lipson, Éphraïm. L'histoire économique de l'Angleterre: vol 2: L'Âge du mercantilisme (7e ed. 1964).
- Manley, Laurent, ed. De londres à l'Âge de Shakespeare : une Anthologie (1986).
- Marshall, Peter. Les Hérétiques et les Croyants : Une histoire de la Réforme anglaise (2017) extrait
- Notestein, Wallace. Les Anglais, à la veille de la colonisation, 1603-1630 (1954). étude approfondie des métiers et des rôles en ligne
- Norton, Elizabeth, La Vie cachée de Tudor Femmes : Une Histoire Sociale (2017). extrait
- Notestein, Wallace. Une histoire de la sorcellerie en Angleterre à partir de 1558 à 1718 (1911) en ligne
- Palliser, D. M. À l’âge d’Élisabeth : l'Angleterre sous les Tudors, 1547-1603 (2e éd 2014) enquête de grande envergure de l'histoire sociale et économique
- Ponko, Vincent. "Le Conseil privé et l'esprit de l'époque élisabéthaine, la gestion économique, 1558-1603." Les opérations de la Société Philosophique Américaine de 58,4 (1968) : 1-63. en ligne
- Rex, Richard. Henry VIII et la Réforme anglaise (2e ed. 2006) en ligne
- Rowse, A. L. L'Angleterre d'Elizabeth (2003).
- Sim, Alison. Le Tudor femme au Foyer (McGill-Queen's Press-MQUP, 2001).
- Tawney, R. H. Le problème agraire au seizième siècle (1912) en ligne.
- Traill, H. D. et J. S. Mann, eds. Sociale de l'Angleterre : un compte rendu des progrès du peuple dans la religion, des lois, de l'apprentissage, des arts, de l'industrie, du commerce, de la science, de la littérature et des mœurs, depuis les premiers temps jusqu'à nos jours : tome iii: De l'adhésion de Henry VIII à la mort d'Elizabeth" (1895) en ligne ; 876 pp ; de courts essais par des experts
- Williams, Penry. La vie dans l'Angleterre des Tudor (1969)
- Williamson, James A. Le Tudor Âge (1961) 500 pp, édition en ligne
- Willis, Deborah. Malveillants entretenir : la chasse aux Sorcières et de la mère de la puissance dans l'Angleterre pré-moderne (Cornell, 1995).
- Youings, Joyce. Xvie Siècle en Angleterre (Le Pingouin de l'Histoire Sociale de la Grande-Bretagne) (1991)

### L'historiographie
- Anglo, Sydney. Le “mal des morts. La réputation posthume de Henry VII”, la Renaissance des Études 1 (1987) : 27-47. en ligne
- Breen, Dan. "Début De L'Historiographie Moderne." La Littérature De La Boussole (2005) 2#1
- Doran, Susan et Thomas Freeman, eds. Marie Tudor : Anciennes et Nouvelles Perspectives (Palgrave MacMillan, 2011).
- Duffy, Eamon. "La Réforme Anglaise, Après Le Révisionnisme." Renaissance Trimestriel 59.3 (2006) : 720-731.
- Elton, G. R. Historiens Modernes sur l'Histoire Britannique 1485-1945 : Une Bibliographie Critique 1945-1969 (1969), guide annoté de 1 000 livres d'histoire sur chaque grand thème, en plus des critiques de livres et des principaux articles scientifiques. en ligne
- Freeman, Thomas S. "'de la Restauration et de la Réaction : la Réinterprétation de l'Église Mariale'." Revue d'Histoire Ecclésiastique (2017). en ligne
- Furber, Elizabeth Chapin, ed. Changement de point de Vue sur l'Histoire Britannique (1966) ch 3
- Fussner, F. Smith. Tudor histoire et les historiens (1970) en ligne
- Haigh, Christopher. "L'historiographie récente de la Réforme anglaise." Revue Historique De 25,4 (1982) : 995-1007.
- Lewycky, Nadine. "Politique et religion sous le règne de Henry VIII : de l'historiographie de l'examen." (2009). en ligne de papier
- Loades, David. "Le Règne de Marie Tudor : Historiographie et de la Recherche." Albion : Un Journal Trimestriel Concerné avec des Études Britanniques (1989) : 547-558. dans JSTOR
- McCaffrey, Wallace. "Les récents Écrits sur le Tuteur de l'Histoire", dans Richard Schlatter, ed., Vues récentes sur l'Histoire Britannique : Essais sur l'Écriture Historique depuis 1966 (Rutgers, 1984), p. 71-98
- MacCulloch, Diarmaid. "Le mythe de la Réforme anglaise", l'Histoire d'aujourd'Hui (juillet 1991) 41#7
- O'Day, Le Romarin. Le débat sur la Réforme anglaise (2e ed. 2015). extrait
- O'Day, le Romarin, ed. Le Routledge Companion to the Tudor Âge (2010)
- Patterson, Annabel. "Repenser Les Tudor Historiographie." De l'Atlantique sud Trimestriel (1993) 92#2 pp: 185-208.
- Pugliatti, Paola. Shakespeare l'historien (Basingstoke, Macmillan, 1996)
- Trimble, William Raleigh. "Au Début Tudor Historiographie, 1485-1548." Revue de l'Histoire des Idées (années 1950) : 30-41. en ligne dans JSTOR
- Zagora, Perez. "L'anglais de l'Histoire, 1558-1640 : Une étude Bibliographique", Elizabeth Chapin Furber, ed. Changement de point de vue sur l'histoire Britannique : essais sur l'écriture historique depuis 1939 (Harvard University Press, 1966), p. 119–40

### Sources primaires
- Archer, Ian W. et F. Douglas Prix, eds. L'anglais de Documents Historiques, de 1558-1603 (2011), une vaste collection d'importance
- Fade, A. E., P. A. Brown et R. H. Tawney, eds. L'anglais de l'histoire économique : sélectionner les documents (1919). en ligne 733pp; couvre 1086 aux années 1840.
- Elton, G. R. ed. Le Tudor constitution : documents et commentaires (1960) en ligne
- Felch, Susan M. ed. Elizabeth I et de Son Âge (Norton les Éditions Critiques) (2009); 700pp; sources primaires et secondaires, avec un accent sur la littérature
- Marcus, Léa S., Rose, Mary Beth; et Mueller, Janel eds. Elizabeth I : Œuvres complètes (U of Chicago Press, 2002).  (ISBN 0-226-50465-4).
- Statère, Victor, ed. L'Histoire Politique des Tudor et des Stuart en Angleterre : Un Sourcebook (Routledge, 2002) en ligne
- Tawney, R. H., et Eileen Power, eds. Tudor Économique de Documents (3 vols. 1924). vol 1 sur l'agriculture et l'industrie en ligne
- Williams, C. H. ed. L'anglais de Documents Historiques, de 1485-1558 (1957), une vaste collection d'importance
- Lettres et Papiers, Étrangers et Nationaux, Henry VIII (21 vol 1862-1932) la plupart des volumes sont en ligne ici
  - Vol. 1. 1509-1514 et l'Index.- Vol. 2., pt. 1. 1515-1516.- Vol. 2., pt. 2. 1517-1518.- Vol. 3, pt. 1-2. 1519-1523.- Vol. 4. Introduction et l'Annexe, 1524-1530.- Vol. 4, pt. 1. 1524-1526.- Vol. 4, pt. 2. 1526-1528.- Vol. 4, pt. 3. 1529-1530, avec un index général.- Vol. 5. 1531-1532.- Vol. 6. 1533.- Vol. 7. 1534.- Vol. 8. 1535, Janv.-Juillet.- Vol. 9. 1535, Août.-Dec.- Vol. 10. 1536, Janv.-Juillet.- Vol. 11. 1536, Juillet–Déc.- Vol. 12, pt. 1. 1537, Janv.-Peut.- Vol. 12, pt. 2. 1537, Juin–Déc.- Vol. 13, pt. 1. 1538, Janv.-Juillet.- Vol. 13, pt. 2. 1538, Août.-Dec.- Vol. 14, pt [pt.]. 1. 1539, Janv.-Juillet.- Vol. 14, pt. 2. 1539, Août.-Dec.- Vol. 15. 1540, Janv.-Août.- Vol. 16. 1540, Septembre 1541, Déc.- Vol. 17. 1542.- Vol. 18, pt. 1 1543, Janv.-Juillet.- Vol. 18, pt. 2. 1543, Août.-Dec.- Vol. 19, pt. 1. 1544, Janv.-Juillet.- Vol. 19, pt. 2. 1544, Août.-Dec.- Vol. 20, pt. 1. 1545, Janv.-Juillet.- Vol. 20, pt. 2. 1545, Août.-Dec.- Vol. 21, pt. 1. 1546, Janv.-Août.- Vol. 21, pt. 2. 1546, Sept.-1547, Janv.- Addenda : Vol. 1, pt. 1. 1509-1537 et non daté. Nos 1-1293.- Addenda : Vol. 1, pt. 2. 1538-1547 et non daté. No 1294-fin et index